# Izodynama
Izodynama (izo- + gr. dýnamis = „siła”) – izolinia biegnąca na mapie wzdłuż miejsc, w których składowa pozioma lub pionowa natężenia pola magnetycznego Ziemi jest jednakowa, np. izogona, izoklina.